# Turutum
Turutum è una canzone del cantante brasiliano MC Kevinho. La canzone è diventata il suo principale successo. Il brano musicale è restato a lungo tra le canzoni più suonate nel paese e nel carnevale nel 2017 e ha fatto conoscere il cantante a livello internazionale.